# Yarina (música)
Yarina es un grupo musical y cultural de Otavalo, Ecuador, que fue creado en 1984 que se dedica a difundir el arte y la identidad de los pueblos indígenas kichwas. El nombre del grupo significa "recuerdo" en quichua, el idioma nativo de sus integrantes.

## Reseña biográfica
Yarina es un grupo musical conformado por los hermanos Cachimuel, indígenas kichwas de la comunidad de Monserrath, en Otavalo. Ellos desde hace más de 30 años sacaron a la calle su arte y su cultura para darlos a conocer en el país y en distintas partes del mundo Lo que empezó como un grupo de niños tocando melodías andinas en plazas, calles y festivales se convirtió en un referente que seduce audiencias fuera del país. Una fusión con la Sinfónica Nacional es la última apuesta de Yarina para conquistar nuevos escenarios.
Durante sus primeros años, Yarina se presentó en festivales y concursos, en los que sorprendía el talento de esta juvenil agrupación. Don Manuel, más conocido como “Manicho” Cachimuel, era uno de los dirigentes de la Federación de Indígenas Campesinos de Imbabura (FICI), y tenía el sueño de llevar el mensaje político a través de la música y la danza, para reivindicar la lucha histórica de su pueblo y su cultura Con su esposa, Elena Amaguaña, tuvieron 11 hijos, quienes desde temprana edad, se sumaron a la banda, posteriormente rebautizada como Yarina
En la actualidad, Yarina es una de las bandas más populares de música andina en Ecuador. Sus canciones incorporan elementos clásicos de jazz, blues, latín y occidental en ritmos tradicionales de Otavalo que se interpretan en violín, charango, bandolin, guitarra, bajo, panpipes, bombo, chacchas y otros instrumentos tradicionales. Sus ritmos cautivadores se escuchan en muchas de las principales estaciones de radio de Ecuador y en línea en NativeRadio.com

## Miembros
- Roberto Cachimuel: Voz/violín/guitarra/flauta (Director)
- Curi Inti Cachimuel: Percusión
- Rumiñahui Cachimuel: Bajo
- Ana Cachimuel: Voz
- Ica Nazim Flores: Percusión
- Kaya Cachimuel: Voz
- Ati Cachimuel: Guitarra
- Manuel Cachimuel: exintegrante (fundador)
- Alberto Cachimuel: Vientos/Voz/Guitarras/Bandolín
- José Cachimuel: Cuerdas/vientos/Voz

## Discografía
- 500 Years (1993)[5]

| N.º | Título                 | Autor (es)                                     | Duración |  |
| 1.  | «Atahualpa»            | Tradicional Ecuatoriano                        | 3:52     |  |
| 2.  | «500 Years»            | Roberto Cachimuel, Cathy Walsh, Chris Caouette | 6:21     |  |
| 3.  | «Juyashca»             | Roberto Cachimuel                              | 3:29     |  |
| 4.  | «Con tu Voz»           | Roberto Cachimuel                              | 3:43     |  |
| 5.  | «Tabacundeña»          | Anselmo Marmol, (Arreglos de Yarina)           | 4:05     |  |
| 6.  | «Sun Rush»             | Chris Caouette                                 | 3:55     |  |
| 7.  | «Rosalia»              | Manuel Cachimuel, Roberto Cachimuel            | 4:02     |  |
| 8.  | «Fandanguy»            | Roberto Cachimuel                              | 3:38     |  |
| 9.  | «Lights in the Forest» | Chris Caouette                                 | 3:45     |  |
| 10. | «Yarina»               | Roberto Cachimuel                              | 3:24     |  |
| 11. | «Tanto Anhelo»         | Roberto Cachimuel                              | 3:20     |  |
| 12. | «New Ecuador»          | Chris Caouette, Roberto Cachimuel              | 3:20     |  |
| 13. | «Andina»               | Pedro Vasquez                                  | 3:20     |  |

- Amanecer (Sunrise) (1997)[5]

| N.º | Título            | Autor (es)                                   | Duración |  |
| 1.  | «Amanecer»        | Roberto Cachimuel                            | 4:20     |  |
| 2.  | «Llorando se fue» | Gonzalo, Ulises Hermosa (Arreglos de Yarina) | 3:25     |  |
| 3.  | «Piel Morena»     | Derechos Reservados                          | 5:04     |  |
| 4.  | «Canmandalla»     | Roberto Cachimuel                            | 3:57     |  |
| 5.  | «Symphony #40»    | Wolfgang Mózart                              | 4:01     |  |
| 6.  | «Primavera»       | Kalamarka (Derechos Reservados)              | 4:54     |  |
| 7.  | «Proyecto 97»     | Roberto Cachimuel                            | 2:58     |  |
| 8.  | «Pienso en Ti»    | Roberto Cachimuel                            | 3:34     |  |
| 9.  | «El Cóndor Pasa»  | Daniel Alomía Robles                         | 5:18     |  |
| 10. | «Cumbias»         | Derechos Reservados                          | 4:32     |  |

- For Ever - Por Siempre (1999)[5]

| N.º | Título                 | Autor (es)                               | Duración |  |
| 1.  | «Tu Forma de Ser»      | Roberto Cachimuel                        | 3:52     |  |
| 2.  | «Mothers and Children» | Derechos Reservados                      | 6:21     |  |
| 3.  | «Yarihuangui»          | Roberto & Rimay Cachimuel                | 3:29     |  |
| 4.  | «Ladrón de Amor»       | Derechos Reservados (Arreglos de Yarina) | 3:43     |  |
| 5.  | «Amor Natural»         | Roberto Cachimuel                        | 4:05     |  |
| 6.  | «Cutinlla»             | Roberto Cachimuel                        | 3:55     |  |
| 7.  | «Sun Flower»           | Derechos Reservados (Arreglos de Yarina) | 4:02     |  |
| 8.  | «Turi Panigu»          | Yarina & Roberto Cachimuel               | 3:38     |  |
| 9.  | «Hellow»               | Derechos Reservados - Lionel Richie      | 3:45     |  |
| 10. | «Pienso en Ti»         | Roberto Cachimuel                        | 3:24     |  |

- Inspiration (2001)

| N.º | Título                                     | Autor (es)          | Duración |  |
| 1.  | «Sueños» (Dreams)                          | Derechos Reservados |          |  |
| 2.  | «Eclipse»                                  | Arreglos de Yarina  |          |  |
| 3.  | «Europa»                                   | Derechos Reservados |          |  |
| 4.  | «Era una Flor» (She was my Flower)         | Derechos Reservados | 5:37     |  |
| 5.  | «My Heart will go on» (Theme from Titanic) | Derechos Reservados |          |  |
| 6.  | «Careless Whisper»                         | Derechos Reservados |          |  |
| 7.  | «Summertime»                               | Derechos Reservados |          |  |
| 8.  | «Juyu» (Clouds)                            | Roberto Cachimuel   |          |  |
| 9.  | «Yaku» (Water)                             | Roberto Cachimuel   |          |  |
| 10. | «Uru» (Carnaval)                           | Derechos Reservados |          |  |

- Ñawi (2004)[5]

| N.º | Título                   | Autor (es)                    | Duración |  |
| 1.  | «Ñawi»                   | Rumi Cachimuel                | 5:19     |  |
| 2.  | «Llakini Mamita»         | Kaya, Roberto Cachimuel       | 3:59     |  |
| 3.  | «Sentado»                | Roberto Cachimuel             | 5:00     |  |
| 4.  | «Jilguerito»             | Tradicional ecuatoriano       | 4:09     |  |
| 5.  | «Alikicito»              | Curi Cachimuel                | 4:04     |  |
| 6.  | «Jalallau»               | Tupac Cachimuel               | 4:21     |  |
| 7.  | «Confusión»              | Roberto Cachimuel             | 4:44     |  |
| 8.  | «Canda Munani Ishcay»    | Manuel Cachimuel              | 4:08     |  |
| 9.  | «Warmigu»                | Rimay Cachimuel               | 4:11     |  |
| 10. | «O ja ja Native»         | Rumi, Curi, Roberto Cachimuel | 5:43     |  |
| 11. | «Ñawi» (Spanish Version) | Rumi Cachimuel                | 5:15     |  |

- Yarina (2010)

| N.º | Título              | Autor (es) | Duración |  |
| 1.  | «Track 01»          |            | 3:35     |  |
| 2.  | «Maki Mañay Ishkay» |            | 3:17     |  |
| 3.  | «Atzil Inti»        |            | 4:00     |  |
| 4.  | «Sarayaku»          |            | 4:32     |  |
| 5.  | «Pendoneros»        |            | 4:01     |  |
| 6.  | «Mushuk Runa»       |            | 4:13     |  |
| 7.  | «Yaku»              |            | 1:27     |  |
| 8.  | «Llullu Asua»       |            | 5:58     |  |
| 9.  | «Waytaku»           |            | 3:34     |  |
| 10. | «Urpigu»            |            | 3:53     |  |
| 11. | «Kumari» (En vivo)  |            | 4:06     |  |
| 12. | «Atzil Inti»        |            |          |  |

- Runa Taki (De Sur a Sur) (2013)
- Yawar Wawki (2017)[5]

| N.º | Título        | Autor (es)             | Duración |  |
| 1.  | «Dos Reales»  | Roberto Cachimuel      | 3:34     |  |
| 2.  | «Katary»      | Curi Inti Cachimuel    | 4:07     |  |
| 3.  | «Kumari»      | Alberto Cachimuel      | 3:03     |  |
| 4.  | «Rikchanki»   | Roberto Cachimuel      | 2:58     |  |
| 5.  | «Vara Jallu»  | José Manuel Cachimuel  | 3:32     |  |
| 6.  | «Wawa Wañuy»  | José Manuel Cachimuel  | 3:29     |  |
| 7.  | «Wawa Tushuy» | Luis Alberto Cachimuel | 2:03     |  |
| 8.  | «Waytaku»     | Luis Alberto Cachimuel | 3:23     |  |
| 9.  | «Yawar Wawki» | José Manuel Cachimuel  | 3:11     |  |
| 10. | «Zulla»       | José Manuel Cachimuel  | 3:13     |  |

### Sencillos
- Pinllu Kiru - 2022
- Pawkar Monserrath - 2023
- Kuri Walka - 2024

## Premios y nominaciones
| Año  | Trabajo nominado       | Premio                       | Categoría              | Resultado | Ref   |
| ---- | ---------------------- | ---------------------------- | ---------------------- | --------- | ----- |
| 2001 | For Ever - Por Siempre | Native American Music Awards | Mejor Álbum del Año    | Nominado  | [ 6 ] |
| 2005 | O ja ja                | Native American Music Awards | Mejor música del mundo | Ganador   | [ 4 ] |